# لمدينت (أزرار)
لمدينت هو دُوَّار يقع بجماعة أزرار، إقليم تارودانت، جهة سوس ماسة في المملكة المغربية. ينتمي الدوّار لمشيخة أزرار التي تضم 24 دوار. يقدر عدد سكانه بـ 204 نسمة حسب الإحصاء الرسمي للسكان والسكنى لسنة 2004.

## روابط خارجية
- البوابة الوطنية للجماعات الترابية نسخة محفوظة 12 مارس 2018 على موقع واي باك مشين.
- المندوبية السامية للتخطيط